# Pierrette Micheloud
Pierrette Micheloud, née le 6 décembre 1915 à Vex et morte le 14 novembre 2007 à Cully, est une poétesse et artiste peintre valaisanne et vaudoise.

## Biographie
Née en 1915, elle effectue ses études en Suisse notamment à Neuchâtel et Lausanne. Puis en 1937, elle part en Angleterre pour perfectionner son anglais. En 1940 et 1941, elle suit des cours d'allemand et de littérature française à l'Université de Zurich et des cours de théologie à l'Université de Lausanne. Depuis 1950, elle s'adonne essentiellement à la poésie. Elle s'installe à Paris en 1952. Elle revient cependant régulièrement en Suisse,.
De 1952 à 1960, elle collabore également à des journaux suisses, notamment La Liberté, la Gazette de Lausanne et Treize Étoiles. De 1964 à 1968, s'y ajoute la collaboration aux Nouvelles littéraires, à Paris, comme critique littéraire. Dans les années 1970, elle devient rédactrice en chef de la revue parisienne La voix des poètes. 
Fondatrice en 1964 avec Edith Mora du prix de poésie Louise-Labé, elle se consacre à la poésie. Pierrette Micheloud est couronnée deux fois par le prix Schiller, en 1964 pour Valais de cœur et en 1980 pour Douce-amer. Elle reçoit le prix Edgar-Poe, de la Maison de poésie à Paris en 1972, le prix Guillaume-Apollinaire, en 1984 pour Les mots la pierre, le grand prix de poésie Charles-Vildrac de la Société des gens de Lettres de France, pour Poésie (Éditions L'Âge d'Homme 2000). Elle, vêtue de rien publié en 1990/1991, est un livre d'amour et un recueil de poésie homoérotique.
Elle publie deux récits autobiographiques, L'ombre ardente, en 1995, et Nostalgie de l'innocence, en 2006. Son dernier recueil de poèmes, Du fuseau fileur de lin, est édité en 2004. Entre-temps, elle reçoit le prix de Consécration de l'État du Valais en 2002.
Elle meurt à Cully en 2007, à l’Hôpital de Lavaux,. Après sa mort, une fondation est créée avec pour buts de « conserver, protéger et exposer l'œuvre tant littéraire que picturale de Pierrette Micheloud, notamment par des publications d'inédits, des rééditions et des expositions ». Cette fondation décerne chaque année un prix à son nom, le prix de poésie Pierrette-Micheloud : deux années de suite, à un recueil en français paru dans l'année ; une année sur trois, à un poète d'expression française pour l'ensemble de son œuvre.
Ses archives littéraires sont déposées à la Médiathèque Valais à Sion.

## Publications
- Elle, vêtue de rien, Éditions L’Harmattan, Paris, 1991
- Entre la mort et la vie, Éditions Pourquoi pas, Genève, 1984
- Les mots, la pierre, Éditions de la Baconnière, Neuchâtel, 1984
- Valais de cœur, Éditions de la Baconnière, Neuchâtel, 1964
- Du Fuseau fileur de lin, Éditions Monographic, Sierre, 2004
- L’Ombre ardente, Éditions Monographic, Sierre, 1995
- Saisons, Éditions Held, 1945
- L’Enfance de Salmacis, poèmes dédiés à Leonor Fini et enrichis d'un dessin de celle-ci, Éditions Debresse, Paris, 1964
- Tant qu’ira le vent, Éditions Seghers, Paris, 1966
- Poésies, préface de Jean-Pierre Vallotton, L'Âge d'Homme, 1999.
- En amont de l’oubli, Éditions L’Harmattan, Paris, 1993
- Tout un jour, toute une nuit, Éditions de la Baconnière, Neuchâtel, 1974
- Choix de poèmes (1952-2004), établi et présenté par Jean-Pierre Vallotton, l'Âge d'Homme, collection Poche Suisse no 271, Lausanne, 2011.
- Más de 100 poemas, traduction de José Luis Reina Palazon, e.d.a. Libros, Malaga (Espagne), 2012

## Prix et distinctions
- Prix Schiller en 1964 et 1980
- Prix de l'Académie française en 1969
- Prix Edgar-Allan-Poe, de la maison de la poésie en 1972
- Prix Archon-Despérouses en 1975[4]
- Grand prix des pharaons en 1979
- prix Guillaume-Apollinaire en 1984 pour Les mots, la pierre
- Prix de la Société des gens de lettres de France en 1991 et 1996
- Grand prix Charles-Vildrac, de la Société des gens de lettres de France en 2000, pour Poésies
- Prix de l’État du Valais en 2002

## Sources bibliographiques
- « Pierrette Micheloud », sur la base de données des personnalités vaudoises sur la plateforme « Patrinum » de la Bibliothèque cantonale et universitaire de Lausanne.
- Sabine Leyat, Les auteurs du Valais romand 1975-2002, p. 101
- Henri-Charles Dahlem, Sur les pas d'un lecteur heureux guide littéraire de la Suisse, p. 404
- Histoire de la littérature en Suisse romande, sous la dir. de Roger Francillon, vol. 4, p. 448
- Alain Nicollier, Henri-Charles Dahlem, Dictionnaire des écrivains suisses d'expression française, vol. 2, p. 586-588
- Présence de Pierrette Micheloud, ouvrage publié sous la direction de Jean-Pierre Vallotton, Monographic, 2002,